# Lonchoptera brunettii
Lonchoptera brunettii är en tvåvingeart som beskrevs av Joseph och Parui 1979. Lonchoptera brunettii ingår i släktet Lonchoptera och familjen spjutvingeflugor. Inga underarter finns listade i Catalogue of Life.